# Кабаргин, Семён Никандрович
Семён Никандрович Кабаргин вариант Кобаргин (1858 — ?) — крестьянин, депутат Государственной думы I созыва от Тамбовской губернии.

## Биография
Крестьянин села Уварово Уваровской волости Борисоглебского уезда Тамбовской губернии. Имел лишь начальное образование. Хлебопашец. Во время выборов был внепартийным.
28 марта 1906 избран в Государственную думу I созыва от общего состава выборщиков Тамбовского губернского избирательного собрания. В думе оставался беспартийным, однако трудовики в своём издании «Работы Первой Государственной Думы» политическую позицию Кабаргина характеризуют как «Б. пр.». Это означает, что беспартийный Кабаргин поселился на казённой квартире Ерогина, нанятой на государственные деньги для малоимущих депутатов специально для их обработки в проправительственном духе, и оставался там до конца работы Думы. 14 июня 1906 результаты выборов 11 депутатов от Тамбовской губернии и в том числе Кабаргина отменены на основании доклада 4-го отдела Государственной Думы.
Дальнейшая судьба и дата смерти неизвестны.

### Архивы
- Российский государственный исторический архив. Фонд 1278. Опись 1 (1-й созыв). Дело 51. Лист 52 оборот, 63, 92-109; Фонд 1327. Опись 1. 1905 год. Дело 141. Лист 39 оборот - 40.